# Butlers～千年百年物語～
《Butlers～千年百年物語～》是SILVER LINK.製作的日本電視動畫作品，2018年4月11日開始播放。為中國淺夏動漫開發的「Intouchable Butlers」（男神執事團）的跨媒體企劃。
動畫原定於2018年1月開播，後於2017年11月宣佈延期至2018年4月中日共同播放。

## 登場角色

### 主要人物
神宮司高馬（聲：鈴木達央）

羽早川翔（聲：佐藤拓也）

### 京夜見學園
緋櫻春人（聲：豐永利行）

白鳥蓮（聲：齋賀光希）

青葉螢（聲：永塚拓馬）

藤代悠希（聲：KENN）

黑澤大地（聲：山下誠一郎）

茶野京一（聲：小林千晃）

影山輝（聲：河本啟佑）

御国鷹司（聲：杉山紀彰、和久井優（幼少期））

### 其他
如月天奈（聲：三澤紗千香）

## 電視動畫

### 主題曲
片頭曲「Growth Arrow」
填詞：YORKE.，作曲：Ta_2，編曲：小山寿，主唱：OLDCODEX
片尾曲
填詞：兒玉沙織，作曲、編曲：片山義美，主唱：如月天奈（三澤紗千香）

### 各話列表
| 話數   | 日文標題 | 中文標題             | 劇本     | 分鏡     | 演出       | 作畫監督                                                                                              | 總作畫監督 |
| ------ | -------- | -------------------- | -------- | -------- | ---------- | --- | ---------- |
| 第1話  |          | 命運時刻             | 清水惠   | 高橋賢   | 高橋賢     | 佐藤香織、古谷梨繪                                                                                    | 佐藤秋子   |
| 第2話  |          | 表與裏               | 清水惠   | 湊未來   | 五味伸介   | 山吉一幸、澤入祐樹                                                                                    | 佐藤秋子   |
| 第3話  |          | 擦肩而過的思念       | 福島直浩 | 大石美繪 | 伊部勇志   | 佐藤香織、古谷梨繪 大槻南雄、錦織成 美馬健二、吉田肇 川口弘明                                         | 佐藤秋子   |
| 第4話  |          | 華麗的對決           | 清水惠   | 井上圭介 | 井上圭介   | 山吉一幸、前田綾 澤入祐樹、前原薰 佐藤香織、松浦聰美 大槻南有、正木優太 久松沙紀                      | 佐藤秋子   |
| 第5話  |          | 名偵探福爾摩斯事件簿 | 福島直浩 | 湊未來   | 板庇迪     | 山吉一幸、佐藤香織 大槻南有、山本亮友 松浦里美、渡邉慶子 錦織成                                       | 佐藤秋子   |
| 第6話  |          | 過去的逆襲           | 福島直浩 | 渡部高志 | 山口賴房   | 佐藤香織、古谷梨繪 大槻南雄、野崎慶子 飯飼一幸、池津壽惠 錦織成、小野真依                             | 佐藤秋子   |
| 第7話  |          | 覺醒之時             | 清水惠   | 大石美繪 | 佐佐木純人 | 李少雷、劉雲留                                                                                        | 佐藤秋子   |
| 第8話  |          | 白鳥蓮憂鬱的一天     | 清水惠   | 二瓶勇一 | 岡本惠里香 | 佐藤香織、古谷梨繪 大槻南雄、松浦里美 竹森由加                                                        | 佐藤秋子   |
| 第9話  |          | 訊息                 | 福島直浩 | 伊藤浩二 | 小柴純彌   | 正木優太、服部憲知 吉田肇、飯飼一幸 佐藤香織、大槻南雄                                                | 佐藤秋子   |
| 第10話 |          | 眷戀                 | 福島直浩 | 大石美繪 |            | 橋本真希、川添亞希子 丹羽信禮、 金澤龍、櫂容祥                                                        | 佐藤秋子   |
| 第11話 |          | 歧路                 | 清水惠   | 渡部高志 | 大沼心     | 佐藤香織、大槻南雄 古谷梨繪、野崎麗子 松浦里美                                                        | 佐藤秋子   |
| 第12話 |          | 千年百年             | 清水惠   | 高橋賢   | 高橋賢     | 佐藤香織、山本亮友 古谷梨繪、藤井文乃 大槻南雄、錦織成 松浦里美、小野真依 山吉一幸、五味伸介 澤入祐樹 | 佐藤秋子   |

## 外部連結
- （日語）電視動畫《Butlers～千年百年物語～》官方網站
- （日語）《Butlers～千年百年物語～》官方的X（前Twitter）
- （日語）Butlers～千年百年物語～ - Comic Newtype（页面存档备份，存于）